# 10374 Etampes
10374 Etampes là một tiểu hành tinh vành đai chính với chu kỳ quỹ đạo là 1198.3046785 ngày (3.28 năm).
Nó được phát hiện ngày 15 tháng 4 năm 1996.